# O Homem sem Qualidades
O homem sem qualidades (em alemão “Der Mann ohne Eigenschaften”, literalmente “O Homem sem Características”) é um romance inacabado, constituído de três partes, do escritor austríaco Robert Musil. A obra foi  publicada entre 1930 e 1943.
O livro, considerado como um romance filosófico, é ambientado nos últimos dias do Império Austro-Húngaro e mostra,  em muitos momentos, dissertações alegóricas sobre diferentes temas e sentimentos humanos.
Apesar de o romance ter por volta de mil páginas (a depender da edição) e não focalizar efetivamente nenhum tema específico, dá particular ênfase aos valores da verdade e da opinião, bem como ao modo como a sociedade organiza as ideias.
É considerado como uma das principais obras do modernismo e um dos mais importantes da literatura alemã do século XX. Foi incluído na lista   "Os 100 livros do século"  do jornal Le Monde e na lista dos 100 melhores livros de todos os tempos, segundo  The Guardian, sendo a única  obra escrita por um austríaco a integrar a a lista.

## Resumo do enredo

### Livro primeiro

#### Parte I: Uma espécie de introdução
A primeira parte, intitulada de "Uma espécie de introdução", é a apresentação do protagonista, um matemático de 32 anos chamado Ulrich que busca um sentido para a vida e para a realidade, mas que acaba por fracassar no seu intuito. Sua flexibilidade moral e indiferença à vida o transformaram em 'um homem sem qualidades', que precisa do mundo exterior para formar seu caráter. Uma espécie de sutil passividade analítica é a sua atitude mais comum frente ao mundo.
Musil disse que descrever Ulrich nos seus traços mais gerais não foi uma tarefa difícil.  Sobre si  próprio, Ulrich só sabe que é estranhamente indiferente a todas as suas qualidades. A falta de qualquer profundidade e a flexibilidade como guia de vida são suas principais características.
Ao mesmo tempo, é apresentado um personagem assassino e estuprador, Moosbrugger, que é condenado pelo assassinato de uma prostituta. Dentre os outros personagens estão a amante ninfomaníaca de Ulrich, Bonadea, e a esposa neurótica de seu amigo Walter, Clarisse, cuja recusa em ter uma existência comum acaba por conduzir Walter à insanidade.

#### Parte II: A mesma coisa acontece

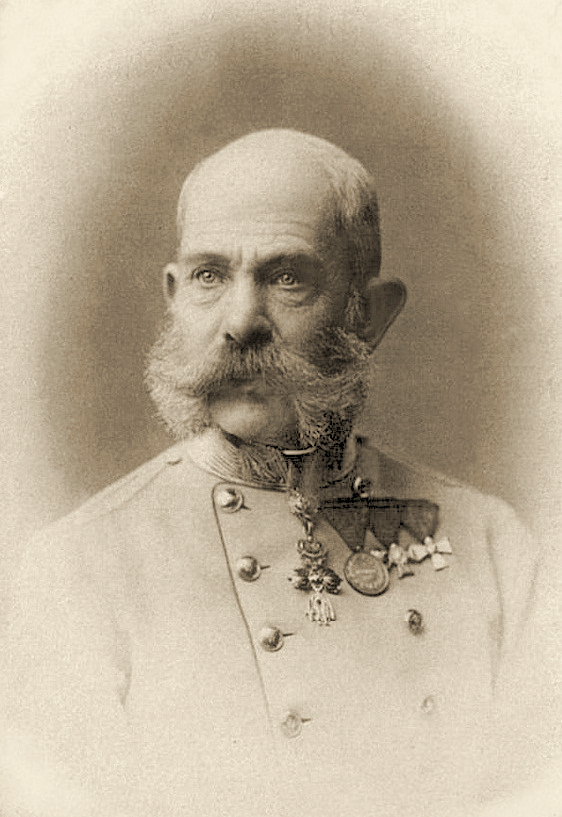
Imperador Francisco José I da Áustria, importante figura no romance.

Na segunda parte,  "A mesma coisa acontece", Ulrich participa dos frenéticos  preparativos da celebração dos 70 anos do reinado do imperador austríaco Francisco José I, chamada de Campanha Colateral ou Campanha Paralela. No mesmo ano, 1918, o imperador alemão Guilherme II completa 30 anos no comando de seu país. Essa coincidência de datas entre as duas nações inimigas enfurece os patriotas austríacos, que se propõem então, com todas as suas forças, a demonstrar a supremacia política, cultural e filosófica da Áustria nessa festa, que conquistará a atenção do imperador austríaco e das pessoas de todo o mundo. Por conta disso, muitas ideias e perspectivas visionárias são discutidas (por exemplo, a instituição do Ano da Guerra de 1918 ou do Ano da Paz da Áustria de 1918 ou o Ano da Guerra da Paz da Áustria de 1918).
Algumas personagens do romance entram para a organização do evento, chamando a atenção de Ulrich. Uma delas é Ermelinda Tuzzi, chamada de Diotima - prima de Ulrich e também esposa de um funcionário público -, que tenta tornar-se uma musa da filosofia vienense esforçando-se para inspirar quem quer que passe por seu caminho.  Milagrosamente, ela consegue atrair as atenções tanto de Ulrich como do conde  Arhneim.
O nobre no comando da Campanha, o velho conservador Conde Leinsdofr, é uma figura incapaz de se achar  e até mesmo de se perder. O general Stumm von Bordwehr, do Exército Imperial e Real, acaba por ser malvisto pelo povo, graças às suas tentativas de organizar as coisas de modo sistemático em meio a essa atmosfera mística. Já  o conde alemão Paul Arhneim (personagem inspirado no político alemão Walther Rathenau) é um admirador da combinação de beleza e espiritualidade em Diotima, apesar de não querer casar-se com ela.
Enquanto a maior parte dos participantes da campanha (principalmente Diotima) tenta associar o reinado de Francisco José I a vagas  ideias de humanismo, progresso, tradição e felicidade, os seguidores da Realpolitik veem uma chance para explorar a situação: Stumm von Bordweh deseja aumentar o salário do Exército e Arhnheim planeja comprar jazidas de petróleo em uma província oriental da Áustria.
A grande ironia e sátira de Musil se encontra no fato de uma celebração planejada para celebrar a paz e a coesão imperial tornar-se um caminho para a guerra, para o colapso imperial e o chauvinismo austríaco. O romance oferece  uma análise de todo o processo político e cultural que culminou com a Primeira Guerra Mundial.

### Livro segundo

#### Parte III:  "Rumo ao reino dos mil anos (Os criminosos)"
A terceira parte,  "Rumo ao reino dos mil anos (Os criminosos)"  está centrada em Agathe, irmã de Ulrich. Após a morte do pai, os dois irmãos têm um encontro  em que, numa atmosfera surreal, transparecem anseios incestuosos. Ambos veem a si mesmos como almas gêmeas ou, como é dito no livro, 'almas siamesas'.
Na forma em que foi publicado até agora, o romance termina em diversos rascunhos, notas, falsos começos e excertos escritos por Musil enquanto ele tentava desenvolver um final definitivo para o livro. Na edição alemã há, inclusive, um CD-ROM que contém milhares de páginas de versões alternativas e rascunhos.

## História de publicação
Musil trabalhou no romance por  quase vinte anos.Começou em 1924 e passou o resto de sua vida trabalhando na obra. Quando morreu, em 1942, de uma súbita hemorragia cerebral, o romance não estava terminado. O primeiro  e o segundo livros, que totalizam mais de mil páginas, foram publicados em 1930 e 1933, respectivamente, em Berlim. A segunda parte não conta com os 20 capítulos retirados enquanto Musil revisava as provas de impressão do segundo livro. De 1933 até a data de sua morte, Musil trabalhou no terceiro volume. Em 1943, em Lausanne, a viúva de Musil, Martha, publicou uma coleção de 462 páginas de escritos   deixados por seu marido, incluindo os 20 capítulos retirados do segundo volume e os rascunhos dos capítulos finais inacabados, além de notas sobre o desenvolvimento e a direção do romance.Em Portugal, os três volumes foram publicados pela editora Livros do Brasil, traduzidos por Mário Braga, entre 1973 e 1977. No Brasil,  a obra foi publicada em 1989, pela Nova Fronteira, com tradução de Lya Luft e Carlos Abbenseth. Mais recentemente, uma outra edição,  traduzida, prefaciada e anotada por João Barrento, foi publicada em Portugal.
A dedicação de Musil a sua obra,  escrevendo quase diariamente, acabou por deixar sua família em dificuldades financeiras. O livro não lhe trouxe nem fama nem fortuna. Este é um dos motivos pelos quais sentiu-se amargurado e injustiçado durante as duas últimas décadas de sua vida. A combinação de pobreza material e profusão de ideias é uma das características mais surpreendentes da biografia de Musil.
O texto é visto, em parte, como autobiográfico, supondo-se que as ideias e as atitudes dos protagonistas expressem as do próprio autor. Grande parte dos aspectos da vida vienense apresentada no romance é baseada na trajetória e nas experiências de Musil. A trama e as personagens (com exceção de uma curta aparição do imperador austríaco Francisco José I) são ficcionais, apesar de alguns serem inspirados em austríacos e alemães famosos e de alguns protagonistas terem como modelo pessoas conhecidas do escritor. Elsa (Berta) von Czuber, a quem Musil conheceu enquanto estudava em Brno, entre 1889 e 1901,inspirou-o a criar Agathe, irmã de Ulrich; Donath e Alice Charlemont, amigos de Musil, foram os modelos para Walter e Clarisse; a socialite vienense Eugenie Schwarzwald, por sua vez, foi o modelo para Diotima; e Arhnheim foi,  provavelmente, baseado em Walther Rathenau e Thomas Mann.[carece de fontes?]
O retrato traçado por Musil, de um mundo decadente em fins de século, é semelhante aos quadros apresentados na trilogia Os sonâmbulos, de Hermann Broch, em Os últimos dias da humanidade, de Karl Kraus, e em O mundo de ontem, de Stefan Zweig.
Alguns dos títulos provisórios do romance foram As calhas, Aquiles (o nome originai de Ulrich) e O espião.[carece de fontes?]

## Estilo e estrutura

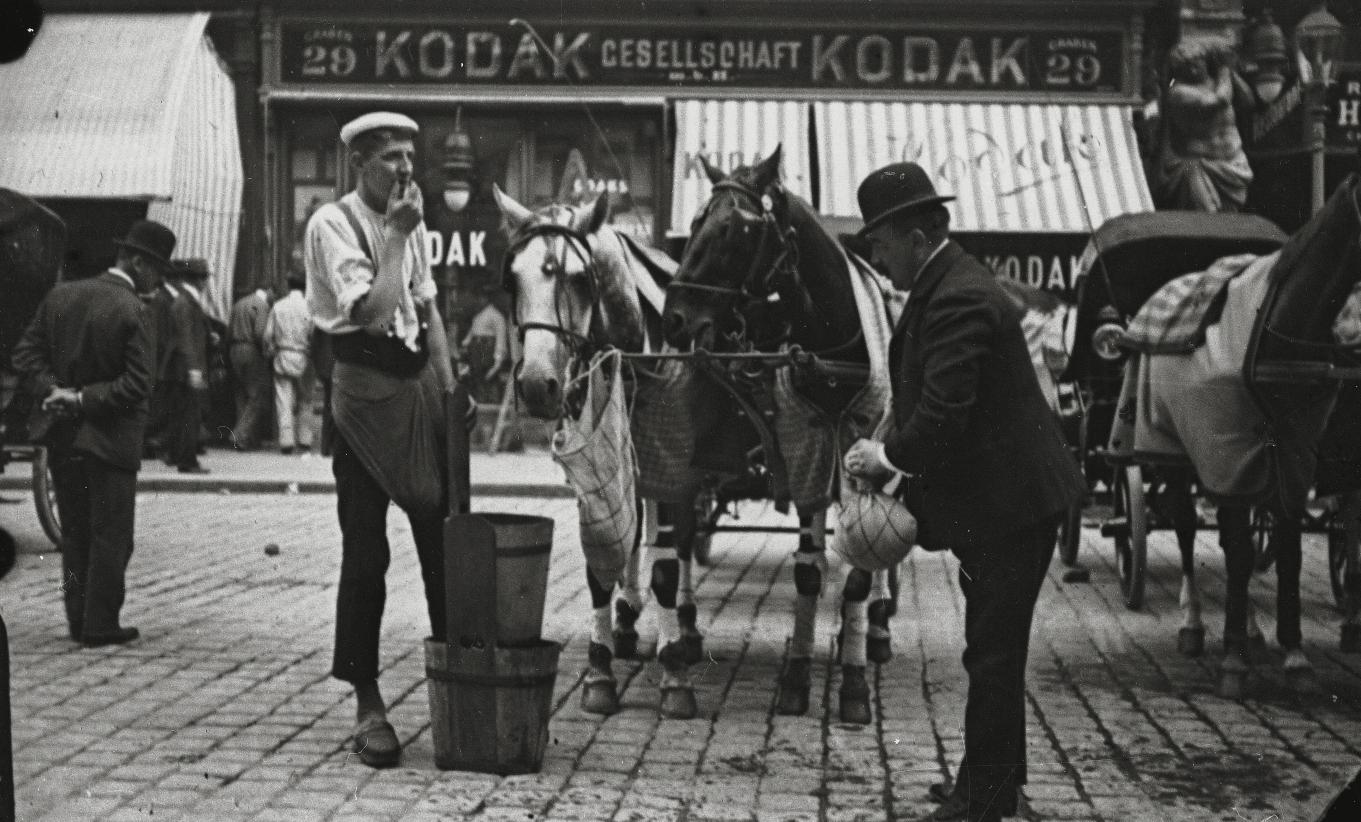
Cena cotidiana de Viena em fotografia tirada por volta de 1905 e 1914.

O romance monumental de Musil tem mais de 1.700   páginas (a depender da edição) divididas entre três livros, o último dos quais publicado pela viúva de Musil após sua morte. O romance é famoso pela ironia com que o escritor retrata a sociedade austríaca pouco antes da Primeira Guerra Mundial. A trama se passa em 1913 em Viena, capital do então Império Austro-Húngaro, ao qual Musil se refere jocosamente de “Kakânia” (em tradução literal, kaka poderia ser traduzido 'caca', isto é, fezes, em linguagem infantil ; e -ânia,  um sufixo designativo de lugar ou região, como em 'Britânia'). O termo 'Kakânia' é derivado da abreviação alemã K und K (kaiserlich und königlich: 'imperial e real'), usado para indicar  a Áustria-Hungria como uma monarquia dupla, demonstrando a sua falta de unidade política, administrativa e sentimental.  No livro, Musil refletiu sobre as contradições do modo de vida kakaniano: "A constituição era liberal, mas o regime era clerical. O regime era clerical, mas se vivia de forma liberal. Todos os cidadãos eram iguais perante a lei, mas nem todos eram cidadãos”.
A trama conta com cerca de vinte personagens,  incluindo um aristocrata, um oficial do exército, um banqueiro, três esposas burguesas, uma camareira misteriosa, um pajem negro e, por último - mas não menos importante -, um homem que mata uma prostituta.

## Produção
Musil buscava chegar, com o protagonista Ulrich e a trama que se desenvolve a seu redor, a uma síntese entre fato científico minucioso e o místico, ao qual ele se refere como "a vida flutuante".
No começo, Musil não queria que a primeira parte do romance fosse publicada até que toda a obra tivesse sido concluída. Mais tarde, quando era tarde demais para fazer alterações no que já havia  sido publicado, ele arrependeu-se de ceder às insistências de seu editor, que há muito tempo lhe emprestava dinheiro. Os críticos especulam sobre a viabilidade dessa primeira ideia de Musil, já que alguns acreditam que o tamanho da edição definitiva, caso Musil tivesse terminado o livro, seria duas vezes maior do que a que se tem hoje.